# Félix Labisse
Félix Labisse (Marchiennes, 9 maart 1905 – Parijs, 29 januari 1982) was een Frans surrealistisch schilder, illustrator en decorontwerper. Hij was van Vlaamse en Poolse afkomst en werkte zowel in Frankrijk als in België.
Labisse was autodidact. Hij kwam op jonge leeftijd in Oostende in contact met James Ensor, met wie hij voor het leven bevriend raakte. In 1927 zette hij daar zijn eigen atelier op. Zijn werk onderging invloeden van Ensor en hij had contacten met Constant Permeke en Léon Spilliaert. Labisse werkte vooral met olieverf op doek. Ook maakte hij voor theatervoorstellingen de enscenering en achtergronden. In 1951 verzorgde hij de enscenering voor het toneelstuk Le Diable et le Bon Dieu van Jean-Paul Sartre in het Théâtre Antoine te Parijs en in 1954 deed hij de enscenering voor het toneelstuk Les Mystères de Paris van Albert Vidalie onder regie van Georges Vitaly in het Théâtre La Bruyère in Parijs.
Het werk van Labisse werd ook beïnvloed door Paul Delvaux en René Magritte. Belangrijke motieven in zijn werk zijn erotiek en freudiaanse thema's. Hij beschreef zijn eigen werk wel als 'libidoscaphes'.
In 1947 maakte de regisseur Alain Resnais een korte documentaire over Labisse waarin hij deze tijdens zijn werk in zijn atelier filmde en ondervroeg onder de titel Visite à Félix Labisse. In 1966 werd hij verkozen in de Académie des Beaux-Arts. Een retrospectief van zijn werk werd in 1973 getoond in het Rotterdamse Museum Boijmans Van Beuningen.

## Bekende werken
- Histoire naturelle
- Bain Turquoise
- Bonheur d'être aimée
- Atelier du peintre
- Instituto de arte moderno Paraguay 665, tentoonstellingsaffiche naar olieverfwerk voor het Musée de la Chartreuse de Douai
- Les Amis de Fontvieille, olieverf op doek, Musée de la Chartreuse de Douai, 1945
- Le Voyage d'Appollonius de Tyane, olieverf op doek, Musée de la Chartreuse de Douai, 1957

## Musea en verzamelingen
- Douai, Musée de la Chartreuse
- Genève, Petit Palais
- Oostende, Mu.ZEE
- Parijs, Biblithèque littéraire Jacques Doucet
- Parijs, Musée municipal d'art moderne
- Brugge, De Mey Gentpoortstraat.